# Hepialyxodes rileyi
Hepialyxodes rileyi är en fjärilsart som beskrevs av Pierre E.L. Viette 1951. Hepialyxodes rileyi ingår i släktet Hepialyxodes och familjen rotfjärilar. Inga underarter finns listade i Catalogue of Life.